# (37265) 2000 XT17
2000 XT17 (asteroide 37265) é um asteroide da cintura principal. Possui uma excentricidade de 0.16532690 e uma inclinação de 14.42189º.
Este asteroide foi descoberto no dia 4 de dezembro de 2000 por LINEAR em Socorro.